# ジョン・ニコル・アーウィン (国務副長官)

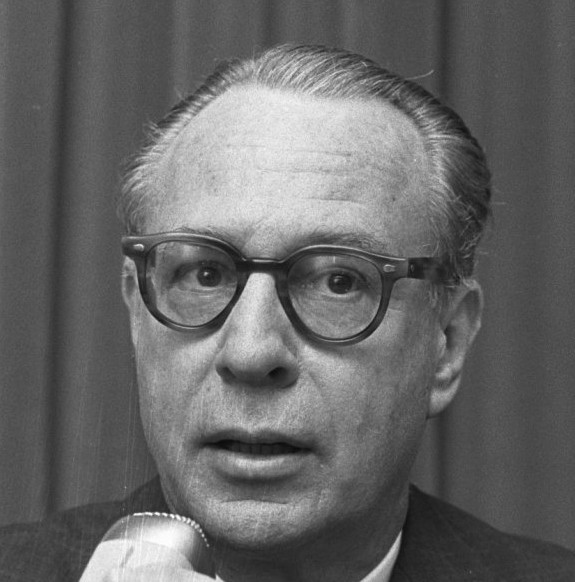

ジョン・ニコル・アーウィン（John Nichol Irwin, II、1913年12月31日 - 2000年2月28日）は、アメリカ合衆国の政治家、外交官。冷戦時代に国務次官、国務副長官、および駐フランス大使を務めた。

## 生涯
アイオワ州キオカクにて誕生。ローレンスビル・スクールを経て、1937年にプリンストン大学卒。1941年フォーダム大学ロー・スクール卒。1944年にオックスフォード大学で修士課程修了。第二次世界大戦中は米陸軍に所属し、大佐として従軍。
1947年、米比合同財政委員会スタッフ。パターソン・ベルナップ・ ウェブ&タイラー法律事務所パートナーを経て、1958年から1961年まで国防副次官補（国際安全保障担当）。1965年から1968年までパナマ運河交渉のアメリカ代表。1969年、対ペルー特使。
1970年から1972年まで国務次官。1972年から1973年まで国務副長官。1973年から1974年まで駐フランス大使。

## 人物
アーウィンの人物像について、ニューヨーク・タイムズ紙は「正直で、謙虚で、思いやりのある人物」「親身になって話を聞いてくれる素晴らしい人物」と紹介した。

## 家族
アーウィンは実業家トーマス・J・ワトソンの娘ジェイン・ワトソン (Jane Watson) と結婚。1970年に死別。ジェインとの間に、1男1女をもうけた。
- ジョン・ニコル・アーウィン (John Nichol Irwin, III) - 実業家。アリゾナの“土地王”。
- ジェイン・W・I・ドロッパ (Jane W. I. Droppa)

アーウィンは1976年9月30日に、ジェイン・G・ライマース (Jane G. Reimers) と再婚。